# مانفريد بالسرزاك
مانفريد بالسرزاك (بالألمانية: Manfred Balcerzak)‏ مواليد 4 مايو 1949 وهو لاعب كرة قدم ألماني سابق.

## روابط خارجية
- مانفريد بالسرزاك على موقع بيانات كرة القدم. دي إي (الألمانية)
- مانفريد بالسرزاك على موقع عالم كرة القدم.نت (الإنجليزية)